# Тасліма Насрін
Тасліма Насрін (бенг. তসলিমা নাসরিন, нар. 25 серпня 1962) — бенгальська письменниця-феміністка, правозахисниця, за фахом лікарка-гінекологиня. Борчиня за права жінок, відома критикою ісламу, за яку отримувала погрози від релігійних фундаменталістів та змушена емігрувати. Лауреатка Премія імені Сахарова, Премії Симони де Бовуар, премії Французької Республіки За права людини.

## Життєпис
Насрін народилася в сім'ї Раджаба Алі й Едуль Ари в місті Міменсінгх в 1962 році; її батько був лікарем, згодом і вона стала гінекологинею.
Після закінчення середньої школи в 1976 році і коледжу в 1978 році, вивчала медицину в медичному коледжі Міменсінгху, філії університету Дакки, який закінчила в 1984 році зі ступенем бакалавр медицини. У коледжі продемонструвала схильність до поезії, писала твори у поетичному журналі під назвою «Shenjuti». Після закінчення університету працювала деякий час в клініці планування сім'ї у Міменсінгху, потім практикувалася в гінекологічному відділенні лікарні Мітфорд і у відділенні анестезії лікарні медичного коледжу Дакки.
Насрін була одружена тричі: з бенгальським поетом (Рудра Мохаммад Шахідуллах), бангладеським журналістом (Наджімул Іслам Хан) і редактором (Мінар Махмуд).
Є почесною громадянкою Парижа.

## Діяльність
Працюючи гінекологинею, Насрін бачила багато історій зґвалтування, бачила, як розчаровуються жінки, народивши дівчаток, і тема утиску жінок стала основною в її творчості. Спочатку вона писала вірші, потім есе, врешті романи. Також видала відверті мемуари, заборонені в Бангладеш. Письменниця каже, що великий вплив на неї справили Вірджинія Вульф, Симона де Бовуар і Бегум Рокія.
Світову славу Насрін здобула в 1993 році, з публікацією напівдокументального роману «Lajja» («Ганьба») про переслідування індуїстів в Бангладеші (після того, як в 1992 році індуїстські фанатики в Індії зруйнували стародавню мечеть, побудовану, як вони вважали, на місці народження бога Рами).
Оскільки Насрін у книзі виступала за скасування шаріату, тобто права, заснованого на релігії, після виходу роману авторку переслідували та погрожували, в тому числі з фізичними нападами, роман вимагали заборонити.
В жовтні 1992 року одне фундаменталістське угрупування запропонувало нагороду за її смерть. У 1994 році проти Насрін порушили справу («за розпалювання ворожнечі»), доєднались інші загрози смерті, її називали «платною агенткою» антиісламістів. Сто тисяч демонстрантів кричали, що вона ренегатка, наймичка імперських сил, ще одне угруповання загрожувало випустити в місті отруйних змій, якщо її не стратять. Насрін вдалося втекти до Швеції, в 2004 року вона на кілька років переїхала до Індії (приїжджала у 2000 на презентацію книги, і тоді звучали заклики спалити її живцем), але після того, як знову почалися погрози (за голову письменниці було запропоновано 500 000 рупій в березні 2007, а в серпні 2007 обмежень на суму вже не робилося, а в листопаді в Колкаті, де вона жила, почалися такі заворушення проти неї, що довелося застосовувати армію. Насрін переїхала в Нью-Делі, де кілька місяців жила, по суті, під домашнім арештом), знову поїхала у Європу. Їй не вдалося більше побачити ні матері, ні батька.
У 2008 році Тасліму Насрін нагородили премією Симони де Бовуар, але вона відмовилася поїхати на церемонію нагородження в Париж, остерігаючись, що після її не впустять назад в Індію.
Їй все-таки вдалося повернутися в Індію, але жила в Нью-Делі, тому що уряд Західної Бенгалії в Калькутту її не пускав. У 2015 році, через погрози Аль-Каїди, емігрувала в Нью-Йорк.

## Твори

### Поезія
- Shikore Bipul Khudha (Голод в коріннях), 1986
- The Game in Reverse: Poems and Essays by Taslima Nasrin (Гра у Зворотнє: вірші та есе Тасліми Нашрін), 1995
- Nirbashito Bahire Ontore (Вигнанець всередині і зовні), 1989
- Amar Kichu Jay Ashe Ne (Мені начхати), 1990
- Atole Ontorin (Полонянка в безодні), 1991
- Balikar Gollachut (Гра дівчат), 1992
- Behula Eka Bhashiyechilo Bhela, 1993
- Ay Kosto Jhepe, Jibon Debo Mepe, 1994
- Nirbashito Narir Kobita (Вірші з вигнання), 1996
- Jolopodyo (Водяні лілії), 2000
- Khali Khali Lage (Відчувши порожнечу), 2004
- Kicchukhan Thako (Погостювати), 2005
- Bhalobaso? Cchai baso (Це твоя любов! або купа сміття!), 2007
- Bondini (Полонений), 2008

### Зібрання есе
- Nirbachito column (Вибрані колонки), 1990
- Jabo na Keno jabo (Я не піду; навіщо це мені?), 1991
- Noshto meyer noshto goddo (Зіпсована проза зіпсованої дівчини), 1992
- ChoTo choTo dukkho kotha (Казка про тривіальні скорботи), 1994
- Narir Kono Desh Nei (Жінки не мають вітчизни), 2007
- Nishiddho (Заборонений),2014
- Taslima Nasreener Godyo Podyo (Проза та поезія Тасліми Насрін), 2015

### Романи
- Oporpokkho (Суперник) 1992
- Shodh (Помста), 1992 (ISBN 978-81-88575-05-3)
- Nimontron (Запрошення) 1993
- Phera (Повернення) 1993
- Bhromor Koio Gia (Скажіть йому секрет) 1994
- Forashi Premik (Французький коханець) 2002
- Lajja (Ганьба), 1993 (ISBN 978-0-14-024051-1)

### Оповідання
- Dukkhoboty Meye (Сумні дівчата), 1994
- Minu, 2007

### Автобіографія
- Amar Meyebela (Моє дівоцтво), 1999
- Utal Hawa (Дикий вітер), 2002
- Ka (Висловлювання), 2003
- Dwikhondito (Спліт на двох), 2003
- Sei Sob Andhokar (Все те темрява), 2004
- Meyebela, My Bengali Girlhood — A Memoir of Growing Up Female in a Muslim World, 2002 (ISBN 1-58642-051-8)
- Ami Bhalo Nei, Tumi Bhalo Theko Priyo Desh, 2006.